# Dendrapta cameroni
Dendrapta cameroni är en kräftdjursart som först beskrevs av A. F. Heller 1949.  Dendrapta cameroni ingår i släktet Dendrapta och familjen Lernaeopodidae.

## Underarter
Arten delas in i följande underarter:
- D. c. cameroni
- D. c. longiclavata